# Seznam kulturních památek v České Skalici
Tento seznam nemovitých kulturních památek ve městě Česká Skalice v okrese Náchod vychází z  Ústředního seznamu kulturních památek ČR, který na základě zákona č. 20/1987 Sb., o státní památkové péči, vede Národní památkový ústav jako ústřední organizace státní památkové péče. Údaje jsou průběžně upřesňovány, přesto mohou obsahovat i řadu věcných a formálních chyb a nepřesností či být neaktuální. 
Pokud byly některé části dotčeného území vyčleněny do samostatných seznamů, měly by být odkazy na tyto dílčí seznamy uvedeny v úvodu tohoto seznamu nebo v úvodu příslušné sekce seznamu.

## Česká Skalice
|  | Kategorie „School of Božena Němcová (Česká Skalice) “ na Wikimedia Commons | Hledat fotografie a kategorie ve Wikimedia Commons podle rejstříkového čísla památky | Nahrát snímek k tomuto tématu do úložiště Wikimedia Commons |  |

|  |  | Hledat fotografie a kategorie ve Wikimedia Commons podle rejstříkového čísla památky | Nahrát snímek k tomuto tématu do úložiště Wikimedia Commons |  |

|  | Kategorie „Monument to Božena Němcová in Česká Skalice “ na Wikimedia Commons | Hledat fotografie a kategorie ve Wikimedia Commons podle rejstříkového čísla památky | Nahrát snímek k tomuto tématu do úložiště Wikimedia Commons |  |

|  |  | Hledat fotografie a kategorie ve Wikimedia Commons podle rejstříkového čísla památky | Nahrát snímek k tomuto tématu do úložiště Wikimedia Commons |  |

|  |  | Hledat fotografie a kategorie ve Wikimedia Commons podle rejstříkového čísla památky | Nahrát snímek k tomuto tématu do úložiště Wikimedia Commons |  |

|  |  | Hledat fotografie a kategorie ve Wikimedia Commons podle rejstříkového čísla památky | Nahrát snímek k tomuto tématu do úložiště Wikimedia Commons |  |

|  | Kategorie „Former town hall in Česká Skalice “ na Wikimedia Commons | Hledat fotografie a kategorie ve Wikimedia Commons podle rejstříkového čísla památky | Nahrát snímek k tomuto tématu do úložiště Wikimedia Commons |  |

|  | Kategorie „Villa Čerych “ na Wikimedia Commons | Hledat fotografie a kategorie ve Wikimedia Commons podle rejstříkového čísla památky | Nahrát snímek k tomuto tématu do úložiště Wikimedia Commons |  |

|  | Kategorie „Chapel of Holy Trinity (Česká Skalice) “ na Wikimedia Commons | Hledat fotografie a kategorie ve Wikimedia Commons podle rejstříkového čísla památky | Nahrát snímek k tomuto tématu do úložiště Wikimedia Commons |  |

|  |  | Hledat fotografie a kategorie ve Wikimedia Commons podle rejstříkového čísla památky | Nahrát snímek k tomuto tématu do úložiště Wikimedia Commons |  |

## Malá Skalice
|  | Kategorie „Church of the Assumption of the Virgin Mary (Česká Skalice) “ na Wikimedia Commons | Hledat fotografie a kategorie ve Wikimedia Commons podle rejstříkového čísla památky | Nahrát snímek k tomuto tématu do úložiště Wikimedia Commons |  |

|  | Kategorie „Rectory in Česká Skalice “ na Wikimedia Commons | Hledat fotografie a kategorie ve Wikimedia Commons podle rejstříkového čísla památky | Nahrát snímek k tomuto tématu do úložiště Wikimedia Commons |  |

|  |  | Hledat fotografie a kategorie ve Wikimedia Commons podle rejstříkového čísla památky | Nahrát snímek k tomuto tématu do úložiště Wikimedia Commons |  |

|  | Kategorie „Steidlerova hospoda “ na Wikimedia Commons | Hledat fotografie a kategorie ve Wikimedia Commons podle rejstříkového čísla památky | Nahrát snímek k tomuto tématu do úložiště Wikimedia Commons |  |

|  | Kategorie „Former monastery in Česká Skalice “ na Wikimedia Commons | Hledat fotografie a kategorie ve Wikimedia Commons podle rejstříkového čísla památky | Nahrát snímek k tomuto tématu do úložiště Wikimedia Commons |  |

|  | Kategorie „Penitence cross (Malá Skalice) “ na Wikimedia Commons | Hledat fotografie a kategorie ve Wikimedia Commons podle rejstříkového čísla památky | Nahrát snímek k tomuto tématu do úložiště Wikimedia Commons |  |

## Ratibořice
| Památka                                                | Fotografie                                                                      | Rejstříkové číslo v ÚSKP                                                             | Sídelní útvar                                               | Poloha | Popis a poznámky |
| ------------------------------------------------------ | ------------------------------------------------------------------------------- | ------------------------------------------------------------------------------------ | ----------------------------------------------------------- | --- | --- |
| Zámek Ratibořice s areálem Babiččina údolí (Q12048927) | \| \| \| \| \| \|                                                               | 11782/6-1584 Pam. katalog MIS                                                        | Ratibořice                                                  | Ratibořice 1, 2, 3, 4, 5, 6, 7, 9, 10, 12, 13, 14, 17, Zlíč, Žernov u České Skalice 50°24′53,7″ s. š., 16°3′9,4″ v. d. | Zámek Ratibořice s areálem Babiččina údolí - zámek čp. 1 s úřednickým traktem - soubor staveb panského dvora čp. 2 (Kavalierhaus, chlévy, stodola, kolna, zdi, salet) - kočárovna a domek vrátného čp. 3 - mlýn čp. 4 se stodolou - panský hostinec čp. 5 - skleník čp. 6 - lovecký pavilon čp. 7 - lovecký pavilon čp. 9 - dům čp. 10 - mandl čp. 11 - dům čp. 12 - dům čp. 13 - Panklův dům čp. 14 - prádelna čp. 17 - Staré Bělidlo čp. 18 - lovecký pavilon čp. 19 - psinec (parc. st. 112/3) - besídka (st. 162) - kolna (st. 167) - včelíny (pp. 687) - socha Panny Marie (pp. 695/1) - sousoší Babička s dětmi (pp. 697/12) - Viktorčin splav (Ratibořice pp. 879/12, Žernov pp. 1147) - mlýnský náhon (pp. 875/1, 875/2, 877/1) - panská zahrada (Kuchyňská zahrada) s ohrazením (pp. 705) - zámecký park (pp. 767, 768, 769, 770/1), bazén (pp. 767), altán (pp. 769) - řada dalších pozemků · Poznámka: hlavní část je národní kulturní památkou · Zapsáno do státního seznamu před rokem 1988. |
|                                                        | Kategorie „Area of Ratibořice castle and Babiččino údolí “ na Wikimedia Commons | Hledat fotografie a kategorie ve Wikimedia Commons podle rejstříkového čísla památky | Nahrát snímek k tomuto tématu do úložiště Wikimedia Commons | | |